# Wiener Testsystem
Das Wiener Testsystem (WTS) ist ein Testsystem für die computergestützte psychologische Diagnostik. Das WTS ermöglicht es, psychologische Verfahren am Computer sowohl durchzuführen als auch automatisch und umfassend auszuwerten. Das ermöglicht in erster Linie eine Zeit- und Kostenersparnis gegenüber der händischen Auswertung von Papier-Bleistift-Tests. Neben klassischen Fragebögen umfasst das System auch Verfahren, die nur am Computer präzise durchführbar sind (zeitsensitive Testvorgabe, multimediale Präsentation, adaptive Tests, Psychomotorik, praxisorientierte Zusammenstellungen von Tests (sogenannte Test-Sets), differenzierte Auswertung der Einzelreaktionen z. B. nach Reaktionszeiten usw.).

## Geschichte
Erste Entwicklungen reichen in die 1970er zurück und basierten auf Erfahrungen auf dem Gebiet der apparativen Diagnostik, die in der 1947 von Felix Schuhfried gegründeten Firma gewonnen worden sind. Ein wichtiger Zweig der apparativen Diagnostik in der Psychologie waren Geräte zur Messung kurzer und kürzester Reizdarbietungen und Reaktionszeiten, z. B. Tachistoskope für Wahrnehmungs- und Aufmerksamkeitsuntersuchungen.
Schuhfried erkannte als einer der ersten, dass Computer die sehr teuren elektromechanischen Instrumente ersetzen konnten. Zu Beginn der 1980er Jahre entstand daher das Wiener Testsystem, welches anfangs auf eigenen Hardware- und Betriebssystemkomponenten beruhte, um vor allem eine Echtzeitsteuerung und -messung zu gewährleisten. Elektromechanische Geräte wurden per Computer gesteuert – einzelne Tests erforderten ein Steuermodul und ein spezielles Probandeninterface zur Reizdarbietung und Antworteingabe.
Folgende Geräte, die in der angewandten Psychologie eingesetzt wurden, wurden von Schuhfried entwickelt:
- DT: Wiener Determinationsgerät (komplexe Reaktionsprüfungen)[2].
- MLS: Motorische Leistungsserie nach Schoppe (Feinmotorik)[2]
- RT: Wiener Reaktionsgerät (einfache Reaktionsprüfungen)[3].
- ART 90: Act and react Testsystem (sieben Untertests für die Fahreignungsdiagnostik)[3]

Standardisierte Probandenpulte mit zusätzlichen optischen und akustischen Reizdarbietungen und mehreren Antworttasten (auch numerisch) sowie Pedalen ergänzten und ersetzten damals dann die einzelnen Geräte. Die Darbietung verlagerte sich mehr auf den Bildschirm.
1986 wurde das erste Wiener Testsystem vorgestellt, welches erstmals einen Personalcomputer als Hardware nutzt. Lange Jahre war das WTS auf diesem Gebiet das einzig verfügbare System, welches professionelle Anwendungsreife erreichte.
Nach und nach etablierten sich weitere Systeme und die heute weit verbreitete internetgestützte Psychodiagnostik, die zu einer starken Diversifizierung beitrugen.

## Das heutige Wiener Testsystem
Es gibt vier anforderungsspezifische Fachversionen für den Einsatz in der Personal-, Neuro-, Sport- und Verkehrspsychologie. Mittels Schnittstellen-Interaktion kann das neue WTS in bestehende Workflows und Computerprogramme integriert werden, wie etwa in Bewerbermanagementsysteme oder in die IT-Umgebung von Kliniken. Zahlreiche psychologische Testverfahren können direkt online ohne Installation einer Software getestet werden. Diese Möglichkeit eignet sich besonders gut für Testungen, bei denen beispielsweise eine räumliche Distanz zwischen Testleiter und Testperson herrscht oder eine ökonomische Vorauswahl bei großen Bewerberzahlen getroffen werden soll.

## Tests

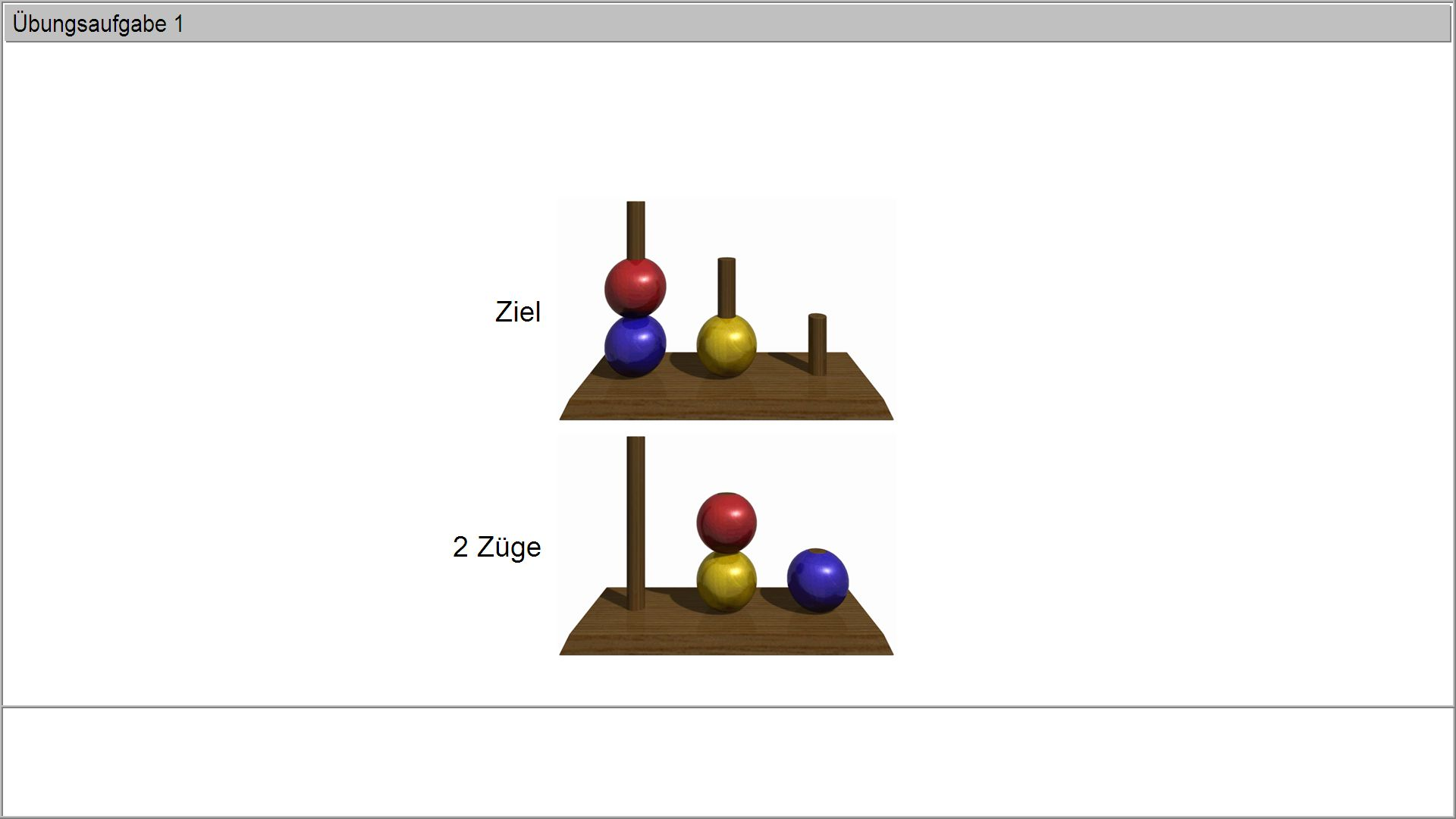
Screenshot Tower of London

Heute stehen mehr als 120 Verfahren zur Erfassung von Intelligenz, kognitive Leistungsfähigkeit, Exekutiv Funktionen, Aufmerksamkeit, Gedächtnis, Persönlichkeit, Selbsteinschätzung sowie klinische Verfahren zur Verfügung, die validiert und normiert sind und teilweise in Zusammenarbeit mit verschiedenen Universitätsinstituten entwickelt wurden. Mittlerweile werden in mehr als 68 Ländern und in über 30 Sprachen jährlich rund 13 Millionen Tests mit dem Wiener Testsystem vorgenommen.  Hier ein kurzer Auszug an Tests, die typischerweise am Computer gemacht werden.

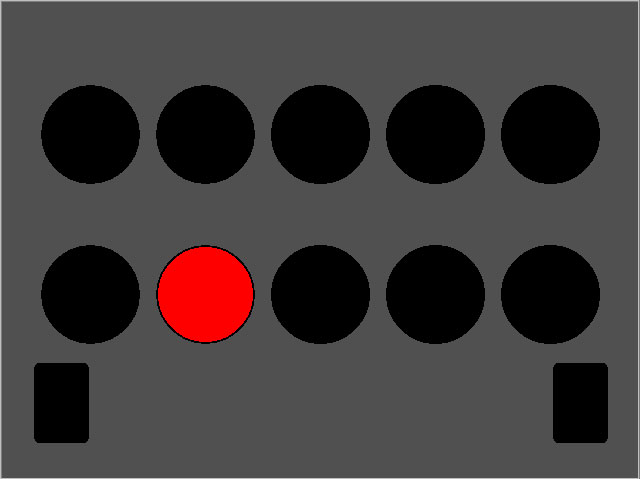
Screenshot Determinationstest

- DT[8]: Der Determinationstest (DT) ist ein messgenaues Verfahren zur Erfassung der reaktiven Belastbarkeit und der damit verbundenen Reaktionsfähigkeit. Dem Probanden werden Farbreize und akustische Signale vorgegeben. Die Reaktion erfolgt durch Betätigung der korrespondierenden Tasten auf der Probandentastatur.
- RT[9]: Der Reaktionstest (RT) ermöglicht eine messgenaue Erfassung der motorischen Geschwindigkeit sowie der Reaktionsgeschwindigkeit. Der Proband soll beim Auftauchen relevanter Reize eine vorgegebene Taste auf der Probandentastatur drücken.
- INSBAT-2[10]: Die Intelligenz-Struktur-Batterie-2 (INSBAT-2) ist eine modulare, theoriegeleitete konstruierte Intelligenz-Testbatterie  und dient der fairen und ökonomischen Erfassung berufsrelevanter Fähigkeiten. Die INSBAT beruht auf dem hierarchischen Intelligenzmodell von Cattell-Horn-Carroll (Carroll, 1993; Horn, 1989; Horn & Noll, 1997). Die neue Version wurde 2020 veröffentlicht und bietet neben erweiterten Normen und neuen Subtests auch technische Innovationen, wie beispielsweise die kontrollierte online-Testung.
- INT[11]: Das Inventar zur Testung Kognitiver Fähigkeiten (INT) erfasst berufsrelevante kognitive Fähigkeiten auf eine einfache und ökonomische Art. Der Test kann mobil vorgegeben und durchgeführt werden und erreicht somit auch eine hohe Akzeptanz bei jüngeren Bewerbern.
- TOL-F[12]: Mit dem Tower of London – Freiburger Version (TOL-F) liegt ein computerisiertes und im deutschsprachigen Raum umfassend normiertes Verfahren zur Erfassung der Planungsfähigkeit bei gesunden Personen sowie neurologischen und psychiatrischen Patienten vor. Der Planungstest basiert auf dem vom Neurologen Tim Shallice weiter entwickelten Turm von Hanoi.

- WRBTV[13]: Der Wiener Risikobereitschaftstest Verkehr (WRBTV) ist ein objektiver Persönlichkeitstest zur Erfassung der Risikobereitschaft in Verkehrssituationen. Der WRBTV basiert auf der Theorie der Risikohomöostase des kanadischen Psychologen G. J. S. Wilde
- FGT[14]: Der Figurale Gedächtnistest (FGT) ist ein Verfahren zur sprachunabhängigen Erfassung der figuralen Lernleistung und des figuralen episodischen Gedächtnisses. FGT ist für den Einsatz bei gesunden sowie bei psychiatrischen und neurologischen Patienten geeignet.

## Besondere Einsatzgebiete
Neben dem Einsatz des WTS in der Neuropsychologie und im Bereich der Personalauswahl, Personalentwicklung und Berufsberatung, gibt es auch Tests bzw. Test-Sets für besondere Einsatzgebiete:

### Früherkennung von demenzieller Erkrankung
Der World Alzheimer Report 2015 prognostizierte 9,9 Mio. Neuerkrankungen an Demenz pro Jahr. Das bedeutet im Durchschnitt alle 3,2 Sekunden ein weiterer Mensch, der diese Diagnose erhält. Da Demenz nicht heilbar ist, sondern nur im Verlauf verlangsamt werden kann, ist eine Früherkennung der Symptome besonders wichtig. Das Klassifikationssystem DSM-5 definiert spezielle Diagnosekriterien für neurokognitive Störungen in diesem Bereich, welche durch das Test-Set CFD - Kognitive Funktionen Demenz erfasst werden. Mittels Touchscreen werden Aufmerksamkeit, verbales Langzeitgedächtnis, Exekutive Funktionen, expressive Sprache und perzeptuell-motorische Funktionen überprüft und zu einem globalen CFD-Index zusammengefasst.

### Verkehrspsychologie
Seit Anfang der 1960er Jahre beschäftigt sich Schuhfried mit verkehrspsychologischer Diagnostik und ist seit Beginn an Marktführer auf diesem Gebiet. Bereits 1980 beginnt die Zusammenarbeit mit dem Kuratorium für Verkehrssicherheit mit dem Ziel, die Verkehrspsychologie und somit die Verkehrssicherheit weiterzuentwickeln. Der ART 90, ein computergesteuerter Testplatz, wird fertiggestellt. Dieser wird zum Standard in der Verkehrspsychologie. Da die Fahreignung eine sehr komplexe Fragestellung ist, die nicht mit einem einzelnen Test ausreichend festgestellt werden kann, wird 1996 eine verkehrspsychologische Testbatterie fertiggestellt, die den ART 90 ablöst. Mit Hilfe dieser Testbatterie können mehrere verkehrsrelevante Leistungs- und Persönlichkeitsfaktoren wie beispielsweise Reaktionsfähigkeit, Stresstoleranz, periphere Wahrnehmung, Risikobereitschaft, Aggressivität etc. gemessen werden.

### Flugwesen
Die computergestützte Diagnostik erweist sich auch im Flugwesen als unerlässliches Instrument nicht nur für die Auswahl, sondern auch für die regelmäßige Prüfung der Flugtauglichkeit von Piloten in der zivilen und militärischen Luftfahrt. Um auf die spezifischen Anforderungen des Flugwesens einzugehen, wurde ein spezielles Test-Set (SAAIR Safety Assessment Flug) entwickelt, das flugpsychologisch relevante Kriterien wie Belastbarkeit, Gedächtnis, Raumvorstellungen oder psychomotorische Koordination überprüft.

### Leistungssport
Erfolgreiches leistungssportliches Handeln setzt neben gut entwickelten physiologischen auch starke psychologische Leistungskomponenten voraus. Fragestellungen zur Rolle von Wahrnehmung, Konzentration, Entscheidungsfähigkeit, Emotionen und sozialen Interaktion beim Zustandekommen sportlicher Leistungen können mittels computergestützter psychologischer Diagnostik beantwortet werden. In Kombination mit anderen Instrumenten wie Explorations- und Gesprächsleitfäden tragen die so gewonnenen Informationen zur Entscheidungsfindung bei. Dadurch kann die Sportpsychologie einen enormen Beitrag zur Professionalität und Qualität im Leistungssport leisten.

## Auszeichnungen
Seit 2000 trägt die Firma Schuhfried das österreichische Staatswappen. Diese Auszeichnung erhalten Unternehmen, die eine hohe Exportquote, erstklassige Bonität, Innovationskraft, Qualitätsmanagement und eine hohe Forschungs- und Entwicklungsquote unter Beweis stellen.